# Yoshishige Yoshida
Yoshishige Yoshida (吉田喜重, Yoshida Yoshishige), també conegut com a Kijū Yoshida, (Fukui, 16 de febrer de 1933 - Shibuya, 8 de desembre de 2022) fou un director de cinema i guionista japonès.

## Trajectòria
Graduat a la Universitat de Tòquio, on va estudiar literatura francesa, el 1955 va ingressar a l'estudi Shōchiku i va treballar com a assistent de Keisuke Kinoshita, abans de debutar com a director el 1960 amb la pel·lícula Bo per a no res. Va ser un membre important de l'anomenada «Shōchiku Nouvelle Vague», juntament amb Nagisa Oshima i Masahiro Shinoda, i les seves obres s'han estudiat sota la rúbrica més àmplia de la Nova Onada Japonesa, un vincle que al mateix Yoshida no li agradava. Com molts dels seus companys de la nova onada, es va sentir restringit pel sistema d'estudi. Després de la reedició de Shōchiku del seu Escape from Japan (1964), va deixar l'estudi per crear la seva pròpia companyia de producció, amb la qual va dirigir pel·lícules com Erosu purasu gyakusatsu.
Entre 1960 i 2004 va dirigir més de 20 pel·lícules, algunes de les quals protagonitzades per la seva dona, l'actriu Mariko Okada. Després d'una llarga absència a la pantalla després de Kaigenrei (1973), va tornar amb Ningen no yakusoku, que es va mostrar a la secció Un Certain Regard del Festival Internacional de Cinema de Canes de 1986. Dos anys més tard, la seva pel·lícula Arashi ga Oka va competir per la Palma d'Or al Festival de 1988. El 2002, va publicar la pel·lícula Kagami no onnatachi després d'una altra pausa de 14 anys. A més de les seves pel·lícules cinematogràfiques, també va dirigir una sèrie de documentals per a la televisió japonesa.
Yoshida va definir el cinema europeu com una gran influència en la seva obra, sobretot els directors Ingmar Bergman i Michelangelo Antonioni, i pel·lícules franceses d'abans de la guerra com les obres de Jean Renoir. També va publicar una sèrie de llibres sobre cinema, inclòs un sobre el seu propi treball cinematogràfic i una anàlisi de les pel·lícules de Yasujirō Ozu.
El 8 de desembre de 2022 va morir de pneumònia en un hospital de Shibuya, a l'edat de 89 anys.

## Filmografia destacada
Algunes de les seves obres més significatives van ser:
- Bo per a no res (Rokudenashi, 1960)[11]
- La sang seca (Chi wa kawaiteru, 1960)[12]
- Amai yoru no hate ('La fi de la dolça nit', 1961)
- Divuit vàndals (Arashi o yobu juhachi-nin, 1963)[13]
- Escape from Japan (1964)
- Mizu de Kakareta monogatari ('Història escrita sobre l'aigua', 1965)
- La flama i la dona (Honô to onna, 1967)[14]
- L'afer (Jôen, 1967)[15]
- Saraba natsu no hikari ('Adeu, lluna de l'estiu', 1968)
- Erosu purasu gyakusatsu (1969)
- Kaigenrei (1973)
- Ningen no yakusoku (1986)
- Arashi ga Oka (1988)
- Lumière et compagnie (1995)
- Kagami no onnatachi (2002)